# The Plunger
The Plunger è un film muto americano del 1920 diretto da Dell Henderson e interpretato da George Walsh, Virginia Valli e Richard Neill.

## Trama
Quando Schuyler passa da un ragazzo di Wall Street a un ricco mediatore di investimenti, acquista la proprietà del collega John Houghton. I fondi di Houghton sono stati esauriti dai pagamenti di ricatto effettuati al suo ex dipendente, Norman Yates, che, per vendetta per il rifiuto di Houghton di concedere la mano di sua figlia Alice in matrimonio, ha convinto il mediatore di aver commesso un omicidio. Quando Schuyler arriva per prendere possesso della tenuta, è sorpreso di trovarla ancora occupata dagli Houghton. All'inizio, Alice vede Schuyler come un intruso, ma inizia a cambiare idea quando il giovane mediatore la protegge dalle minacce di Yates. Yates si vendica tentando di rovinare Schuyler che poi costringe il ricattatore ad ammettere che in realtà era l'assassino. Houghton viene così scagionato e Alice e Schuyler si sposano.

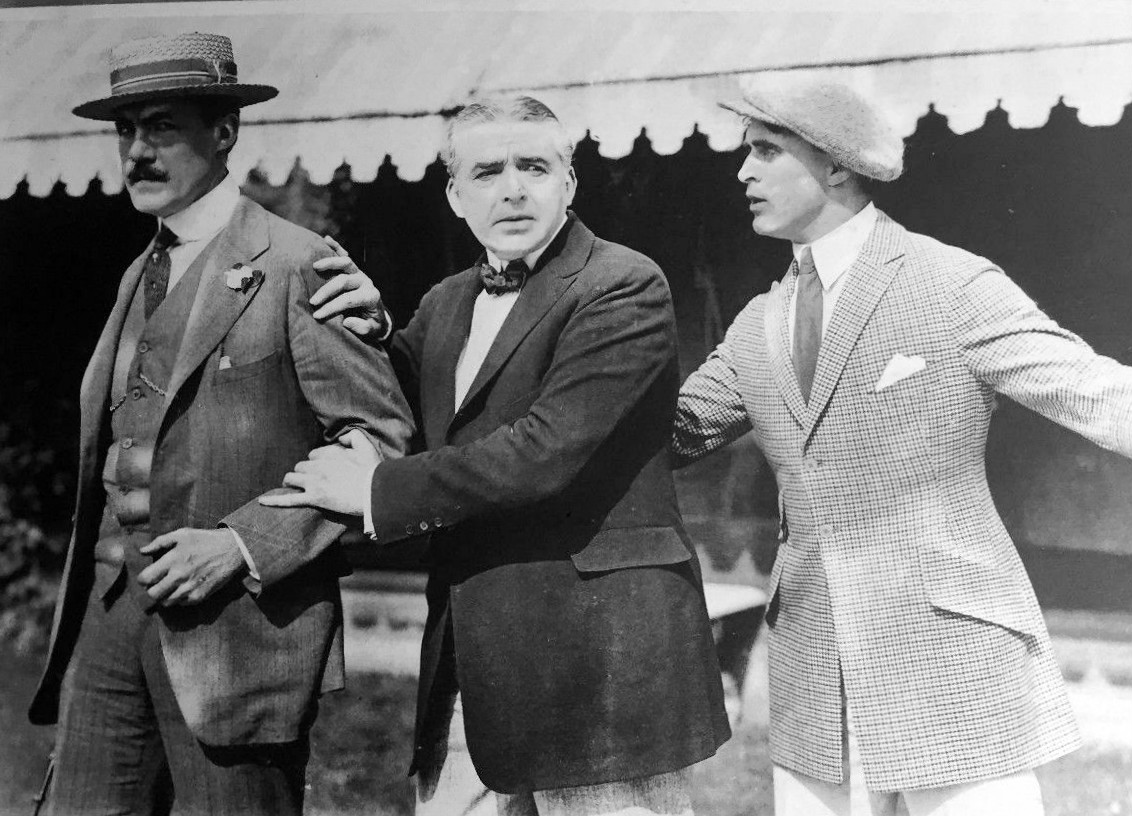
Plunger lobby card